# St. Maria auf dem Rasen

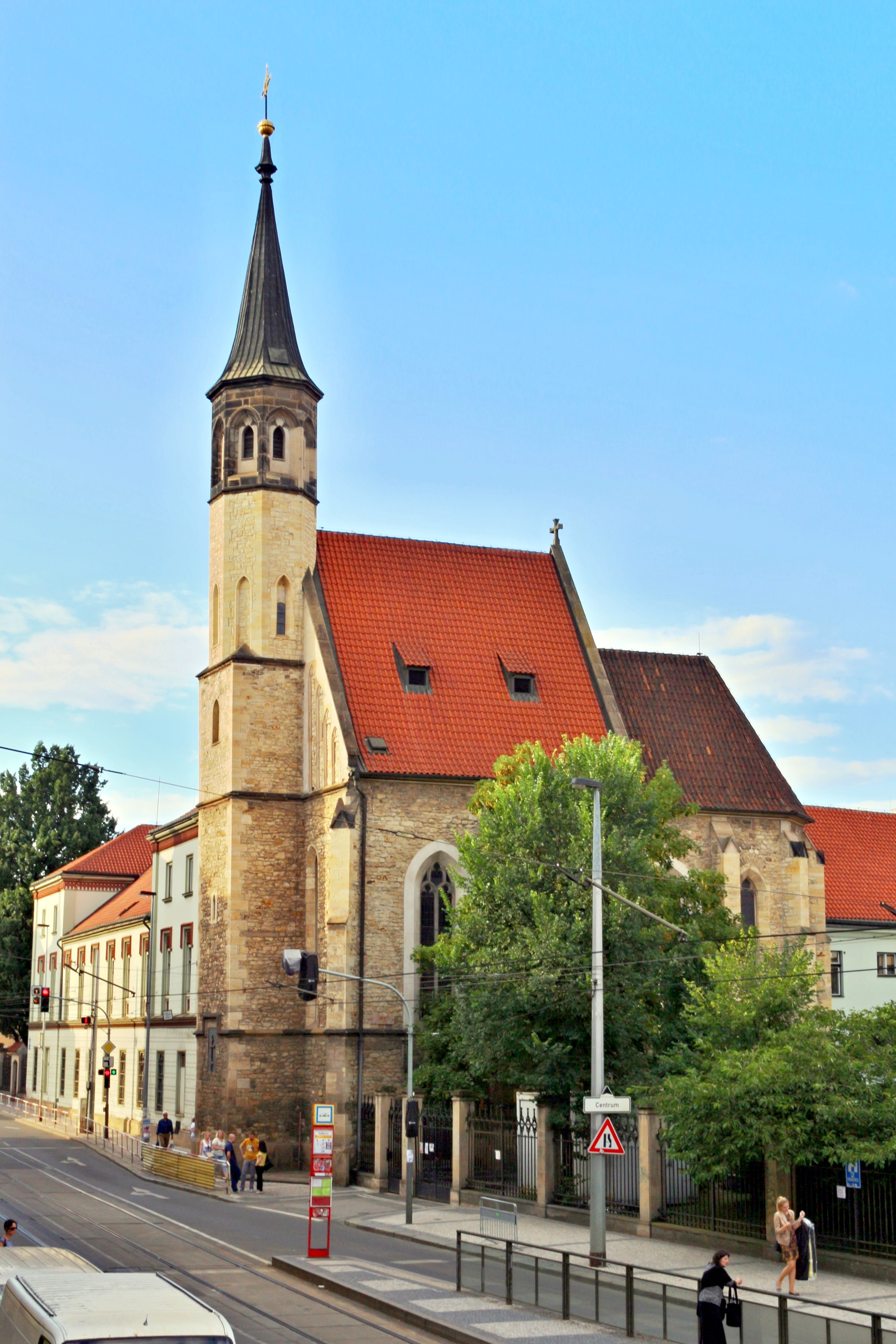
Kirche St. Maria auf dem Rasen

Das Servitenkloster mit der Kirche St. Maria auf dem Rasen (Kostel P. Marie Na trávníčku) beziehungsweise St. Maria auf der Säule (Na slupi) ist eine Klosteranlage in der tschechischen Hauptstadt Prag. Sie wurde nach 1360 im Süden der Prager Neustadt an der zentralen Verbindungsstraße an Stelle einer Kapelle aus dem Anfang des 14. Jahrhunderts erbaut.
Die Bezeichnung „auf der Säule“ erhielt die Kirche, da sie den seltenen Typus der Einstützenkirchen vertritt. Sie besteht aus einem kleinen Doppelschiff mit fast quadratischem Grundriss und hatte wohl von Beginn an eine Säule in der Mitte. Der einjochige Chor mit 5/8-Schluss ist beinahe genauso lang wie das Schiff. In der Frontachse steht wiederum ein schlanker Turm auf quadratischem Grundriss, dessen beide oberen Geschosse in ein Achteck übergehen. Die heutigen vier Kreuzgewölbefelder wurden erst zwischen 1436 und 1480 eingezogen. 1858–1863 wurde die Kirche restauriert.
Nach einer jüngeren Überlieferung soll die Stütze angeblich auf eine heidnische Säule des Gottes Svatovit zurückgehen, die später durch eine christliche Mariensäule ersetzt wurde. Diese Bezeichnung ging wenig später auf die ganze Umgebung bis zum Karlshof über, die noch heute ‚am Slup‘ (Na slupi) genannt wird.
Die Klostergebäude wurden nach der Zerstörung im Dreißigjährigen Krieg von 1666 bis 1726 wiederaufgebaut. Schon 1785 wurde das Kloster aufgehoben und in der Mitte des 19. Jahrhunderts durch den heutigen neogotischen Bau ersetzt, der als Forschungsinstitut der Karls-Universität Prag im Campus Albertov/Alberthof dient.
Auf derselben Straße befindet sich unweit die Kirche der Schmerzensreichen Mutter Gottes.